# Philoponella fasciata
Espèce
Synonymes
- Uloborus fasciatus Mello-Leitão, 1917
- Uloborus lactescens Mello-Leitão, 1947

Philoponella fasciata est une espèce d'araignées aranéomorphes de la famille des Uloboridae.

## Distribution
Cette espèce se rencontre en Argentine, au Paraguay et au Brésil.

## Description
Les mâles mesurent de 2,2 à 2,6 mm et les femelles de 2,4 à 3,2 mm.

## Publication originale
- Mello-Leitão, 1917 : Generos e especies novas de araneidos. Archivos da Escola. Superior de Agricultura e Medicina Veterinária, vol. 1, p. 3-19.